# Betonplex

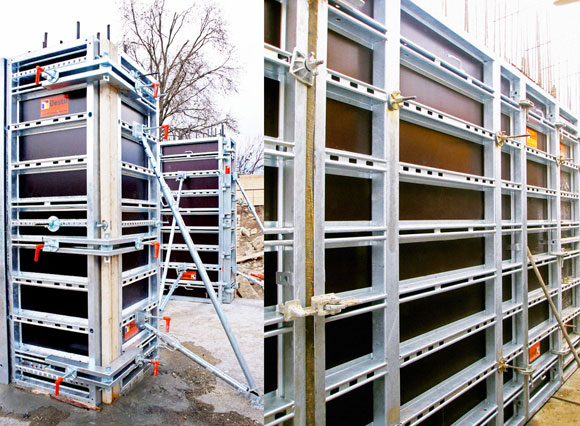
Bekistingselementen bestaande uit een stalen frame en betonplexplaten

Betonplex is plaatmateriaal waarop een epoxy afwerklaag is aangebracht. 
De epoxylaag vormt een harde en waterdichte afwerking van het hout dat daardoor geen verdere  nabehandeling nodig heeft. Betonplex wordt gemaakt om er bekisting van te maken voor het storten van beton. Vanwege het glad afgewerkte oppervlak wordt het ook toegepast bij opbergruimten, aanhangwagens, dierenhokken, glijbanen en bekleding van vloeren en wanden van bedrijfsauto's. Er is een anti-slip uitvoering die voor vloeren en steigers wordt gebruikt.
Het materiaal is zeer sterk en bestand tegen vocht. De fenolcoating is niet langdurig bestand tegen uv-straling en kan onder invloed van (zon)licht verkleuren.   
Betonplex is er in verschillende materialen, zoals spaanplaat en multiplex, en met afwerklagen  van diverse dikte en materiaal. Standaardbetonplex heeft een fenolcoating van 120 gram/m². Er bestaan ook dikkere coatings, van 240/400 of nog zwaarder. Courante afmetingen van betonplexplaten zijn 250 x 125 cm en 300 x 150 cm. Er zijn ook grotere maten, tot maximaal 600 x 220 cm.